# Milionia neuhaussi
Milionia neuhaussi är en fjärilsart som beskrevs av Felix Bryk 1913. Milionia neuhaussi ingår i släktet Milionia och familjen mätare. Inga underarter finns listade i Catalogue of Life.